# Großer Preis von Deutschland 1927

Der Nürburgring in seiner befahrenen Version mit Nord- und Südschleife

Der II. Große Preis von Deutschland war ein Sportwagenrennen und fand am 17. Juli 1927 auf dem Nürburgring bestehend aus Nord- und Südschleife statt. Es führte über 18 Runden à 28,3 km, was einer Gesamtdistanz von 509,4 km entspricht.

## Das Rennen
Nach der Eröffnung mit dem ersten Eifelrennen am 18. Juni 1927 fand knapp einen Monat später das zweite bedeutende Rennen auf dem Nürburgring statt. Nach dem ersten Großen Preis von Deutschland, der 1926 auf der AVUS ausgetragen wurde, fand das Rennen ab 1927 auf dem Nürburgring eine dauerhafte Heimstatt. 
Mit der Ausschreibung des Rennens für Sportwagen erhofften sich die Veranstalter zum einen ein größeres Starterfeld, da in der Grand-Prix-Klasse insgesamt nur wenige Firmen engagiert waren, zum anderen verfügte auch insbesondere Daimler-Benz als führender Vertreter der deutschen Automobilindustrie im Motorsport über kein passendes Modell. Der Konzern war 1926 aus der Fusion der Daimler-Motoren-Gesellschaft mit Benz & Cie. entstanden und setzte nun vor allem auf die Entwicklung von Sportwagen.
Auf dem Nürburgring waren die Mercedes-Benz Typ S mit 7-Liter-Sechszylinder-Motor, obenliegender Nockenwelle mit Königswellenantrieb und Roots-Gebläse konkurrenzlos. Das Rennen gewann Otto Merz vor seinem Teamkollegen Christian Werner, die sich nach dem Ausfall des zu Beginn des Rennens führenden Rudolf Caracciola einen harten Zweikampf lieferten. Besonderen Respekt erfuhr sich Eliška Junková, besser bekannt als Elisabeth Junek, die mit ihrem Bugatti als Gesamtvierte ins Ziel kam.

## Ergebnisse

### Schlussklassement
| Pos.            | Klasse  | Nr. | Team                                         | Fahrer                  | Fahrzeug        | Runden | Zeit          |
| --------------- | ------- | --- | -------------------------------------------- | ----------------------- | --------------- | ------ | ------------- |
| 1               | S + 3.0 |     | Daimler-Benz AG                              | Otto Merz               | Mercedes-Benz S | 18     | 4:59:35,6 h   |
| 2               | S + 3.0 | 7   | Daimler-Benz AG                              | Christian Werner        | Mercedes-Benz S | 18     | + 3:19,6 min  |
| 3               | S + 3.0 |     | Daimler-Benz AG                              | Willy Walb              | Mercedes-Benz S | 18     | + 11:13,4 min |
| 4               | S 3.0   | 21  | Eliška Junková                               | Eliška Junková          | Bugatti T 35    | 18     | + 40:32,0 min |
| 5               | V       |     | Hugo Urban-Emmerich                          | Hugo Urban-Emmerich     | Talbot 70       | 18     | + 1:00:56,4 h |
| 6               | V       |     | Willi Cleer                                  | Willi Cleer             | Bugatti T 39    | 18     | + 1:07:35,4 h |
| 7               | S + 3.0 |     | Steyr-Werke A.G.                             | Paul von Guilleaume     | Steyr           | 18     |               |
| Disqualifiziert |         |     |                                              |                         |                 |        |               |
| 8               | S 3.0   |     |                                              | Franz Baader            | Bugatti T 35 C  | 17     |               |
| Ausgefallen     |         |     |                                              |                         |                 |        |               |
| 9               | S 3.0   |     | Georg Kimpel                                 | Georg Kimpel            | Mercedes-Benz S | 17     |               |
| 10              | V       |     | Hessische Automobil-AG                       | Harry Stumpf-Lekisch    | HAG             | 10     |               |
| 11              | S + 3.0 |     | Daimler-Benz AG                              | Adolf Rosenberger       | Mercedes-Benz S | 9      |               |
| 12              | S + 3.0 |     | Max zu Schaumburg-Lippe                      | Max zu Schaumburg-Lippe | Mercedes-Benz S | 6      |               |
| 13              | V       |     |                                              | Heinrich Dörper         | Opel            | 6      |               |
| 14              | V       |     | Daimler-Benz AG                              | Rudolf Caracciola       | Mercedes-Benz S | 5      |               |
| 15              | S 3.0   |     |                                              | Hans Simons             | OM              | 4      |               |
| 16              | S 3.0   |     |                                              | Eckart von Kalnein      | Bugatti T35B    | 4      |               |
| 17              | S 3.0   |     |                                              | Pierre Clause           | Bignan          | 2      |               |
| 18              | V       |     |                                              | Paul Reich              | Pluto           | 1      |               |
| 19              | S 3.0   |     | Österreichische Daimler Motoren Gesellschaft | Hans Stuck              | Austro-Daimler  |        |               |
| 20              | V       |     |                                              | Henry de Joncy          | B.N.C.          |        |               |
| 21              | S 3.0   | 15  | Karl Kappler                                 | Karl Kappler            | Bugatti T 35 C  |        |               |

### Nur in der Meldeliste
Hier finden sich Teams, Fahrer und Fahrzeuge, die ursprünglich für das Rennen gemeldet waren, aber aus den unterschiedlichsten Gründen daran nicht teilnahmen.
| Pos. | Klasse | Nr. | Team    | Fahrer        | Chassis |
| ---- | ------ | --- | ------- | ------------- | ------- |
| 22   |        |     | Peugeot | André Boillot | Peugeot |

### Klassensieger
| Klasse  | Fahrer              | Fahrzeug        | Platzierung im Gesamtklassement |
| ------- | ------------------- | --------------- | ------------------------------- |
| S + 3.0 | Otto Merz           | Mercedes-Benz S | Gesamtsieg                      |
| S 3.0   | Eliška Junková      | Bugatti T 35    | Rang 4                          |
| V       | Hugo Urban-Emmerich | Talbot 700      | Rang 5                          |

### Renndaten
- Gemeldet: 22
- Gestartet: 21
- Gewertet: 7
- Rennklassen: 3
- Zuschauer: unbekannt
- Wetter am Renntag: unbekannt
- Streckenlänge: 28,3 km
- Fahrzeit des Siegerteams: 4:59:35,6 h
- Gesamtrunden des Siegerteams: 18
- Gesamtdistanz des Siegerteams:  509,4 km
- Siegerschnitt: 102 km/h
- Pole Position: keine
- Schnellste Rennrunde: Christian Werner – Mercedes-Benz S (#7) – 15:51,6 min = 107,0 km/h
- Rennserie: zählte zu keiner Rennserie